# Bractwo św. Łukasza (Polska)
Bractwo św. Łukasza – grupa artystyczna, powstała w 1925 i działająca do 1939. Założyli je uczestnicy pierwszego pleneru w Kazimierzu Dolnym: prof. Tadeusz Pruszkowski i jego studenci z warszawskiej Szkoły Sztuk Pięknych – Jan Gotard, Aleksander Jędrzejewski, Edward Kokoszko, Antoni Michalak, Janusz Podoski, Mieczysław Schulz, Jan Wydra i Jan Zamoyski; później dołączyli: Bolesław Cybis, Eliasz Kanarek i Czesław Wdowiszewski, a następnie: Bernard Tadeusz Frydrysiak, Jeremi Kubicki, Antoni Grabarz i Stefan Płużański.

## Profil
Artyści grupy, tzw. łukaszowcy, nawiązywali do wzorów malarstwa z XVI i XVII w. Malowali kompozycje historyczne, pejzaże, portrety, sceny rodzajowe i biblijne. W lutym 1928 w Zachęcie otwarta została pierwsza wystawa „Bractwa”, która wzbudziła skrajne reakcje.
Łukaszowcy podejmowali się jako zespół wykonywania zamówień państwowych na dekorację wnętrz, np. statków MS Piłsudski (1934) i MS Batory (1939) oraz Wojskowego Instytutu Geograficznego w Warszawie (1935). Największe zlecenie otrzymali w 1937 od Komitetu Organizacji Polskiego Pawilonu na Światową Wystawę w Nowym Jorku w 1939. Jedenastu malarzy Bractwa stworzyło wspólnie siedem obrazów (o wym. 120×200 cm) przedstawiających najważniejsze wydarzenia z historii Polski; inicjatorem przedsięwzięcia był minister Józef Beck. W pracy nad cyklem obrazów udział wzięli: Bolesław Cybis, Bernard Frydrysiak, Jan Gotard, Aleksander Jędrzejewski, Eliasz Kanarek, Jeremi Kubicki, Antoni Michalak, Stefan Płużański, Janusz Podoski, Tadeusz Pruszkowski i Jan Zamoyski. Artyści pracowali zespołowo w atelier Tadeusza Pruszkowskiego w Kazimierzu Dolnym. Dopełnieniem wystroju Sali Honorowej Pawilonu Polskiego były 4 makaty pn. Jan III Sobieski wg projektu Mieczysława Szymańskiego, wykonane pod kierunkiem Marii Łomnickiej-Bujakowej przez zespół hafciarek ze spółdzielni „Inicjatywa” w Warszawie. Po zakończeniu wystawy, ze względu na trwającą w Europie wojnę, 7 obrazów i 4 makaty zostały zdeponowane w uczelni jezuickiej Le Moyne College w Syracuse w USA, gdzie od 1958 były prezentowane w tamtejszej bibliotece. Dzięki wieloletnim staraniom Ministerstwa Kultury i Dziedzictwa Narodowego po 83. latach obrazy oraz makaty powróciły do Polski. Prace trafiły do zbiorów Muzeum Historii Polski w Warszawie.

## Upamiętnienie
29 września 2022 w Muzeum Narodowym w Warszawie otwarto wystawę przygotowaną przez Muzeum Historii Polski pt. „Łukaszowcy – Wielki powrót”.
W skład cyklu wchodzą następujące obrazy:
- Spotkanie Bolesława Chrobrego z Ottonem III u grobu św. Wojciecha (1000)
- Przyjęcie chrześcijaństwa przez Litwę (1386)
- Nadanie przywileju jedlneńskiego (1430)
- Unia Lubelska (1569)
- Uchwalenie konfederacji warszawskiej o wolności religijnej (1573)
- Odsiecz Wiednia (1683)
- Konstytucja 3 Maja (1791)